# Airaphilus carpetanus
Airaphilus carpetanus es una especie de coleóptero de la familia Silvanidae.

## Distribución geográfica
Habita en España.